# 시흥매화고등학교
시흥매화고등학교(始興梅花高等學校)는 대한민국 경기도 시흥시 매화동에 위치한 공립 고등학교이다.

## 학교 연혁
- 2009년 1월 2일 : 36학급 설립 인가 (학년별 12학급, 특수 1학급)
- 2009년 3월 1일 : 초대 라덕수 교장 취임
- 2009년 3월 2일 : 일반 10학급, 특수 1학급 개교 / 제1회 입학식(남 235명, 여 145명 계 380명)
- 2010년 6월 11일 : 교육부지정 과학중점학교
- 2012년 2월 9일 : 제1회 졸업식(7학급 227명)
- 2012년 3월 1일 : 혁신학교 지정 (경기도교육청)
- 2021년 9월 1일 : 제5대 김용순 교장 취임
- 2024년 1월 5일 : 제13회 졸업식 (8학급 남 116명, 여 72명 총 188명)
- 2024년 3월 4일 : 제16회 입학식 (8학급 남 113명, 여 87명 총 200명)

## 참고 자료
- 시흥매화고등학교 - 한국교육학술정보원 학교알리미